# Smaragdkehlkolibri
Der Smaragdkehlkolibri (Abeillia abeillei) oder manchmal auch Abeillekolibri ist ein Vogel aus der Familie der Kolibris (Trochilidae) und die einzige Art der somit monotypischen Gattung Abeillia. Die Art hat ein großes Verbreitungsgebiet in den mittelamerikanischen Ländern Mexiko, Belize, Guatemala, Honduras, El Salvador und Nicaragua. Der Bestand wird von der IUCN als „nicht gefährdet“ (least concern) eingestuft.

## Merkmale

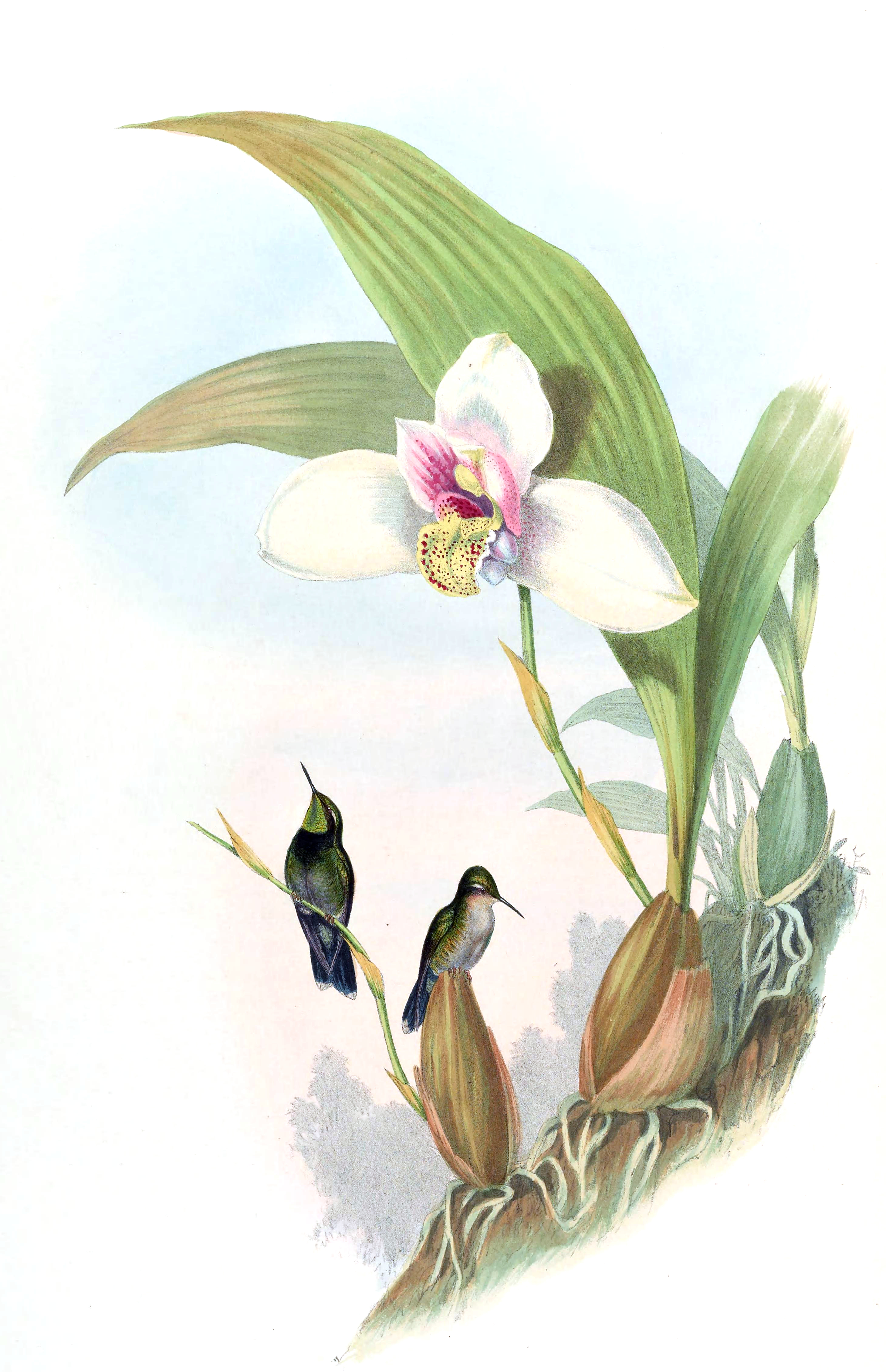
Smaragdkehlkolibri, Zeichnung

Der Smaragdkehlkolibri erreicht eine Körperlänge von etwa 7 bis 7,5 Zentimetern. Der kurze gerade Schnabel wird etwa 9,8 Millimeter lang, und der gespaltene Schwanz ist recht breit. Männchen und Weibchen unterscheiden sich ein wenig. Das Männchen hat einen schwarzen Schnabel und einen auffälligen weißen Fleck hinter dem Auge (postokular). Das Kinn und die obere Kehle sind glitzernd grün. Der Ringkragen schillert grün und geht an der unteren Kehle ins Schwarze bzw. Dunkelgraue über. Die Unterseite ist staubgrau-grünlich und mit grünen Flecken an Brust und Flanken. Das Genick sowie die Oberseite weisen ein tiefes Blaugrün auf. Die inneren Steuerfedern sind ebenfalls blaugrün, werden aber nach außen dunkelblau mit grauen Flecken. Das Weibchen ist oberseits grün und hat ebenfalls einen auffälligen weißen Postokularfleck. Die Unterseite ist überwiegend weiß mit grüner Sprenkelung an den Flanken. Die äußeren Schwanzfedern sind weiß gesprenkelt.

## Habitat
Der Smaragdkehlkolibri bevorzugt feuchten immergrünen Laubwald sowie Kiefernwald. Er bewegt sich relativ tief, meidet aber offenes Gelände. Meist sieht man ihn in Höhen über 900 Metern.

## Unterarten

Verbreitungsgebiet des Smaragdkehlkolibris

Bisher sind zwei Unterarten bekannt:
- Abeillia abeillei abeillei (Lesson & Delattre, 1839)[3]
- Abeillia abeillei aurea W. Miller & Griscom, 1925[4]

Die Nominatform a. a. abeillei findet man im Südosten Mexikos bis Guatemala sowie von El Salvador bis in den Norden von Honduras. Die Unterart a. a. aurea ist im Süden von Honduras und im Norden Nicaraguas beheimatet.

## Verhalten
Der Smaragdkehlkolibri fliegt relativ schnell. Sein Nest baut er in Form eines tiefen Kelches. Die Brutzeit ist von Februar bis März. Er bewegt sich vorzugsweise im Unterholz.

## Etymologie und Forschungsgeschichte
René Primevère Lesson und Adolphe Delattre beschrieben den  Smaragdkehlkolibri unter dem Namen Ornismya Abeillei. Das Typusexemplar stammte aus Jalapa. In seinem Conspectus generum avium aus dem Jahre 1850 erstellte Charles Lucien Jules Laurent Bonaparte die neue Gattung Abeillia, für die er die Art Abeillia typica? Bonaparte (Synonym für Abeillia abeillei) vorsah. Allerdings war er sich zu diesem Zeitpunkt noch nicht sicher, ob der Kolibri nicht eigentlich zur Gattung Ramphomicron gehörte. Die Gattung und Art wurde dem französischen Militärchirurgen Grégoire Abeillé (1798–1848) gewidmet, der damals in Bordeaux lebte. Aurea stammt vom lateinischen Wort aureus, aurum ab und bedeutet „golden, Gold“.

Eintrag des Todes von Grégoire Abeille am 20. Februar 1848 im Archive de Ligne Bordeaux